# Maileus fuscus
Maileus fuscus là một loài nhện trong họ Salticidae.
Loài này thuộc chi Maileus. Maileus fuscus được Elizabeth Maria Gifford Peckham & George William Peckham miêu tả năm 1907.